# Dendrophthoe gjellerupii
Dendrophthoe gjellerupii là một loài thực vật có hoa trong họ Loranthaceae. Loài này được (Lauterb.) Danser mô tả khoa học đầu tiên năm 1929.